# Grobelno (Pommeren)
Grobelno is een plaats in het Poolse district  Malborski, woiwodschap Pommeren. De plaats maakt deel uit van de gemeente Malbork en telt 150 inwoners.